# Roma in Hongarije
Met Roma in Hongarije of Hongaarse Roma (Hongaars: Magyarországi cigányok) worden etnische Roma in Hongarije - of Hongaren van Romani afkomst - aangeduid. De Roma vormen de grootste minderheid in het land met (officieel) ruim 315.000 personen. In Hongarije worden de Roma meestal Cigányok (Zigeuners) genoemd, een exoniem dat voor sommige Roma als pejoratief geldt. Het endoniem voor Roma is Romák.

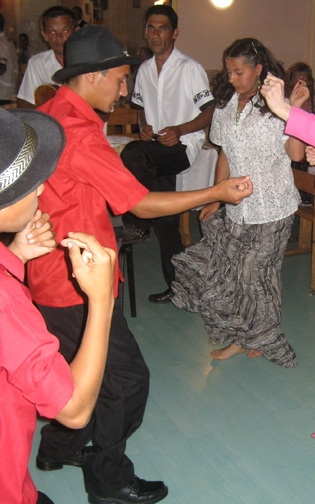
Dansende Hongaarse Roma

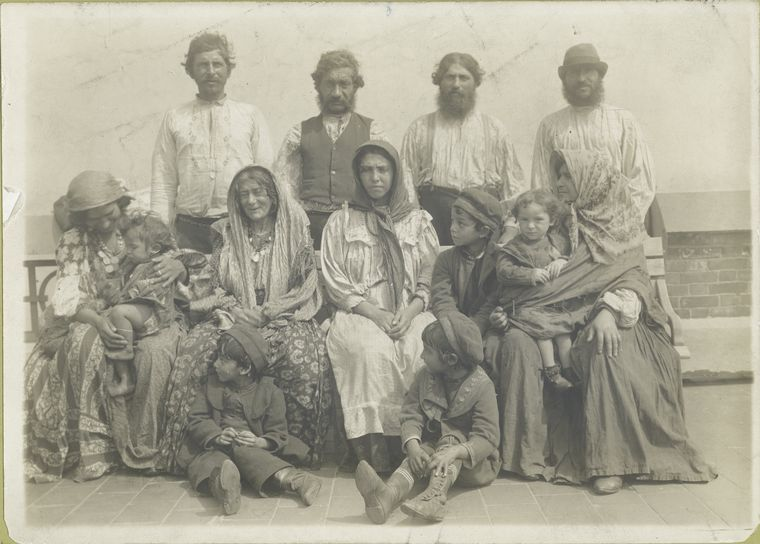
Hongaarse Roma, c. 1905

## Aantal
In de Hongaarse volkstelling van 2011 werden 315.583 Roma geregistreerd, hetgeen 3,18% van de toenmalige bevolking was. Deze census was gebaseerd op vrijwillige zelfidentificatie, waardoor veel Roma ervoor kozen om een andere etniciteit op te geven of het censusformulier niet in te vullen. Van de totale Hongaarse bevolking liet zelfs 15% van de bevolking het censusformulier blanco. De Raad van Europa schatte het aantal Roma in 2010 echter op ongeveer 750.000 personen (c. 7,5% van de bevolking), variërend van minimaal 500.000 tot maximaal 1.000.000 personen.
| Etnische groep | 1970 (census) | 1970 (census) | 1990 (census) | 1990 (census) | 2001 (census) | 2001 (census) | 2011 (census) | 2011 (census) |
| Etnische groep | Aantal        | %             | Aantal        | %             | Aantal        | %             | Aantal        | %             |
| -------------- | ------------- | ------------- | ------------- | ------------- | ------------- | ------------- | ------------- | ------------- |
| Roma           | 34.987        | 0,34%         | 142.683       | 1,38%         | 189.984       | 1,86%         | 315.583       | 3,18%         |
| Totaal         | 10.322.099    | 10.322.099    | 10.374.823    | 10.374.823    | 10.198.315    | 10.198.315    | 9.937.628     | 9.937.628     |

Van de Roma in Hongarije sprak slechts 17,2% het Romani als moedertaal in de census van 2011, een daling ten opzichte van 23,5% in de census van 2001.
De Roma in Hongarije zijn betrekkelijk jong, vooral in tegenstelling tot de rest van Hongaarse bevolking. De leeftijdscategorie van 0-14 jaar bestaat uit 32,4% van alle Roma (landelijk: 14,6%), terwijl de 60-plussers 4,6% vormen (landelijk: 23,5%). Het vruchtbaarheidscijfer onder de Roma (3 kinderen per vrouw) is het dubbele van etnische Hongaren (1,5 kinderen per vrouw).

## Bekende Hongaarse Roma
- Béla Babai (1914-1997), muzikant
- János Bihari (1764-1827), violist
- Robi Botos (1978), jazzmuzikant en componist
- Toki Horváth (1920-1971), violist
- Roby Lakatos (1965), violist
- Aladár Pege (1939-2006), jazzcontrabassist
- Lajos Veres (1912-1981), violist
- Mariska Veres (1947-2006), zangeres (deels)
- Joci Pápai (1981), zanger